# Kerinciola sonora
Kerinciola sonora är en insektsart som beskrevs av Andrej Vasiljevitj Gorochov 2004. Kerinciola sonora ingår i släktet Kerinciola och familjen syrsor. Inga underarter finns listade i Catalogue of Life.